# 奧斯利縣 (肯塔基州)
奧斯利县（英語：Owsley County）是位於美國肯塔基州東部的一個縣。面積513平方公里。根據美國2000年人口普查，共有人口4,858人。縣治布恩維爾 （Booneville）。
成立於1843年1月23日。縣名紀念州務卿、州長威廉·奧斯利 （William Owsley）。